# Лев, що помирає
Лев, що помирає — наскельний рельєф, створений за ескізом Бертеля Торвальдсена скульптором Лукасом Агорном. Розташований у швейцарському місті Люцерн. Рельєф присвячений швейцарським гвардійцям, що полягли під час оборони палацу Тюїльрі 10 серпня 1792 року.

## Події 10 серпня 1792 року

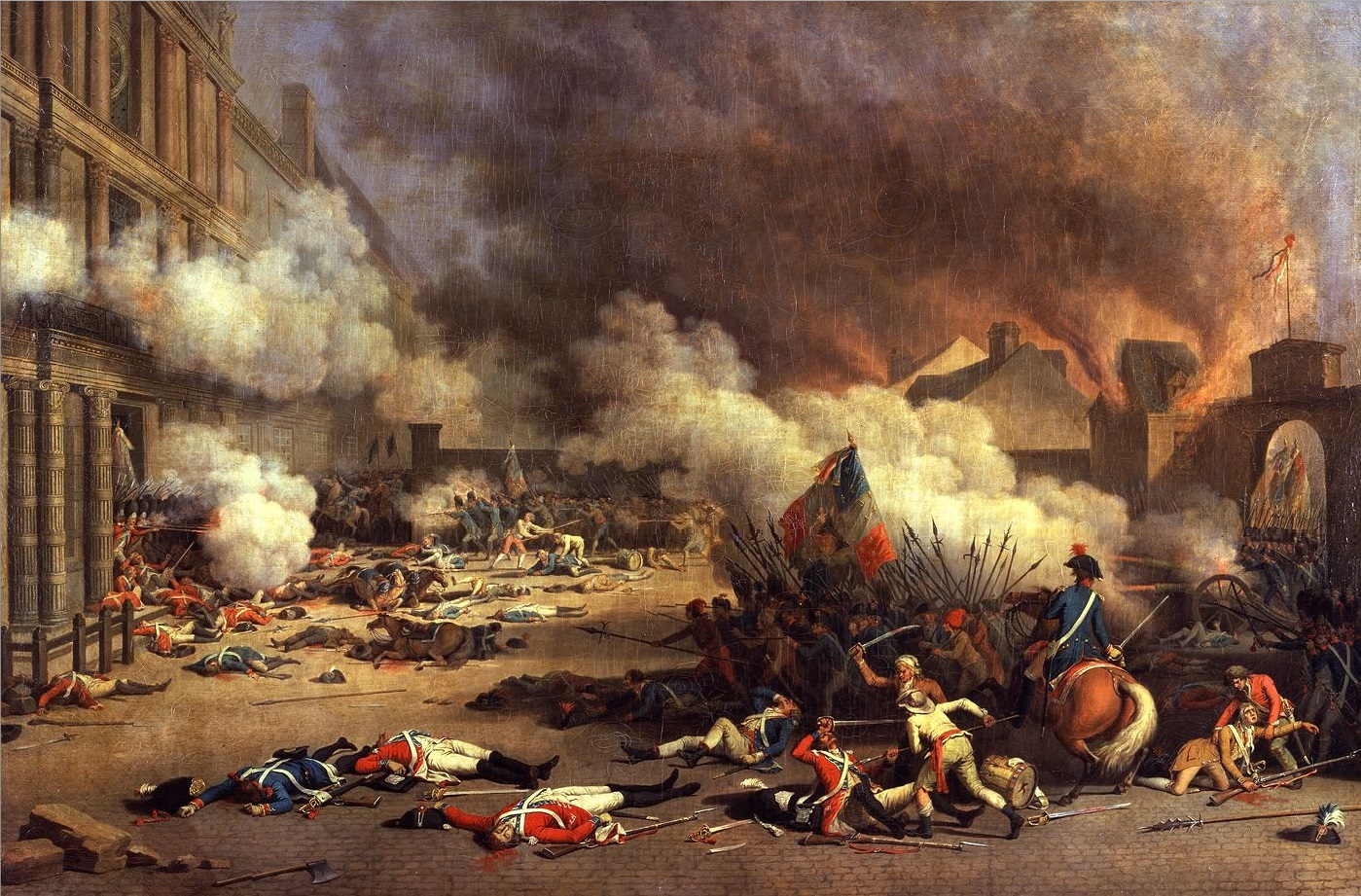
Штурм палацуТюїльрі
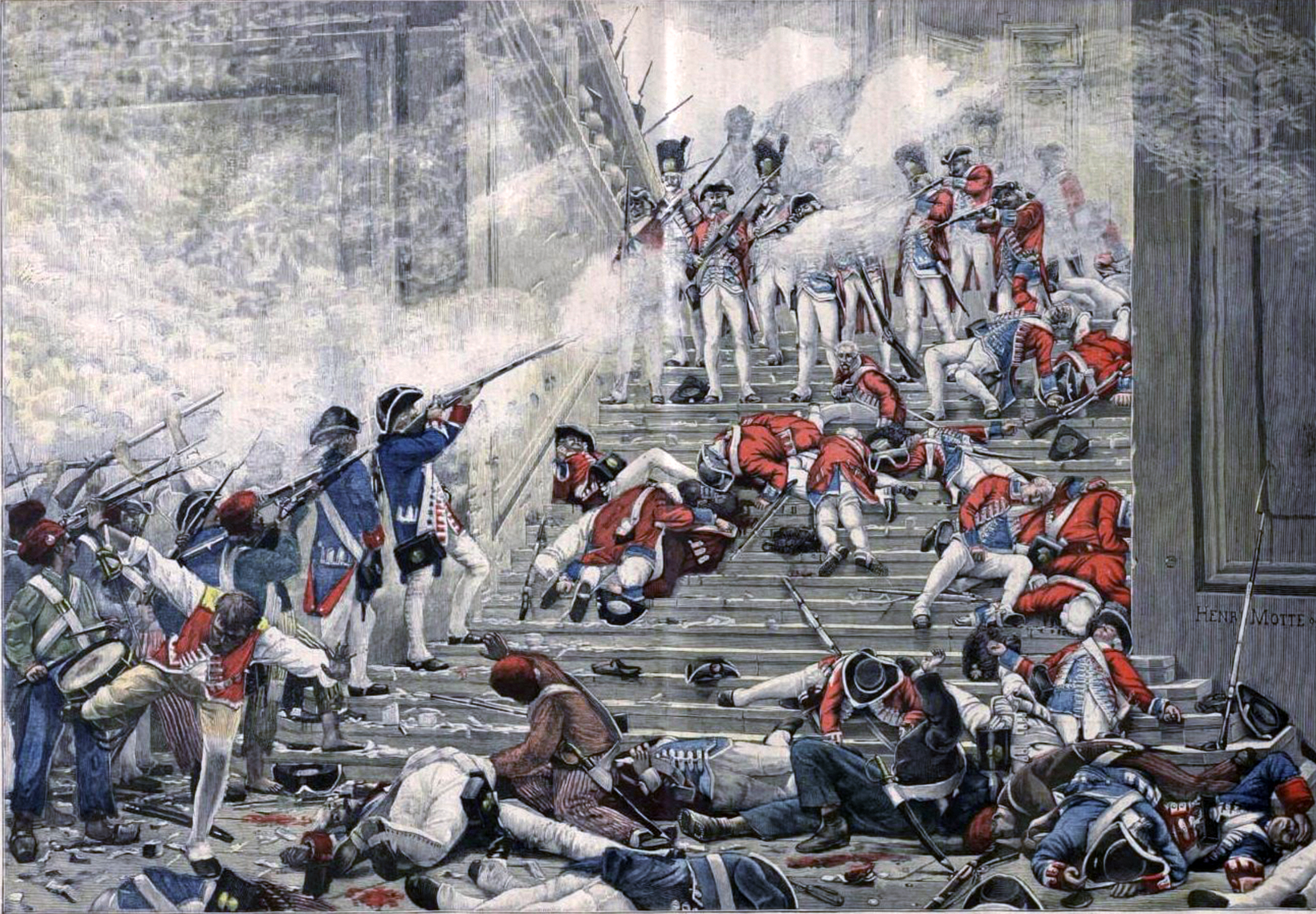
Бій в палаці

Повстання 10 серпня 1792 року — один з ключових моментів Великої Французької революції. Бунтівники оточили королівську резиденцію — палац Тюїльрі. Регулярні війська на той момент вже не були підконтрольні королеві і переходили на бік повстанців. Вірність короля Людовикові XVI зберегла лише палацова охорона — Швейцарський гвардійський полк, загальною чисельністю дещо понад тисячу осіб.
Боротьба вибухнула безпосередньо після того, як королівська родина покинула Тюїльрі. Оскільки Людовик XVI заборонив стріляти по натовпу із гармат, боєприпаси швидко вичерпалися, а нападники значно переважали числом, швейцарці програли оборонний бій. Крім того, через півгодини після початку стрілянини король наказав охороні покинути позиції та повернутися до бараків.
Під час штурму загинуло близько шестисот швейцарських воїнів, шістдесят гвардійців було страчено, ще двісті — захоплено в полон. Більшість останніх не пережили вересневу різанину 1792 року, у тому числі склав голову під гільйотиною командир Швейцарського полку, майор Карл Йозеф фон Бахман (Karl Josef von Bachmann). Багато хто помер у в'язниці від ран. Лише 350 солдатам і офіцерам з тисячі ста десяти вдалося уникнути загибелі.

## Історія пам'ятника
Лейтенантові Швейцарського гвардійського полку Карлу Пфюферу фон Альтісхофену пощастило — під час подій 10 серпня він був у відпустці в рідному місті Люцерні. Офіцер визнав своїм боргом віддати данину пам'яті героям-землякам. Після закінчення військової служби в 1801 році він повернувся до Люцерну, де з часом став членом міської ради і главою Люцернського товариства мистецтв. Проте в маріонетковій Гельветійській республіці, пов'язаної з Наполеонівською Францією союзним договором, про пам'ятник швейцарським гвардійцям, що захищали Людовика XVI, помислити було не можна.
Лише у 1814 році, коли Швейцарія знову набула реальної незалежності, а в сусідній Франції Бурбони повернулися на прабатьківський трон, — невтомний Пфюфер зміг розпочати реалізацію своїх планів. Ідеєю Карла Пфюфера було спорудити монумент у вигляді мертвого лева, пронизаний списом він впав на землю. Пфюфер звертався до багатьох швейцарських скульпторів, але жоден з ескізів не зміг задовольнити його вимогливий смак. 1818 року Карл Пфюфер написав знаменитому Торвальдсену, що працював тоді в Римі. Данський скульптор зацікавився пропозицією, проте, занурившись у тему, вирішив зображати на горельєфі не загиблого, а помираючого лева.
За створення скульптурної композиції за ескізами Торвальдсена взявся швейцарський скульптор Лукас Ахорн. Роботу було закінчено 7 серпня 1821 року. Через три дні — у 29-ту річницю штурму Тюїльрі — відбулося урочисте відкриття монумента, на яке були запрошені ветерани трагічних подій. Сам Торвальдсен побачив пам'ятник лише через двадцять років — в 1841 році. Він був задоволений горельєфом і високо оцінив майстерність швейцарського скульптора, що утілив його задум у камені. Копії пам'ятника пізніше були встановлені в Греції і Сполучених Штатах Америки.

## Опис монумента

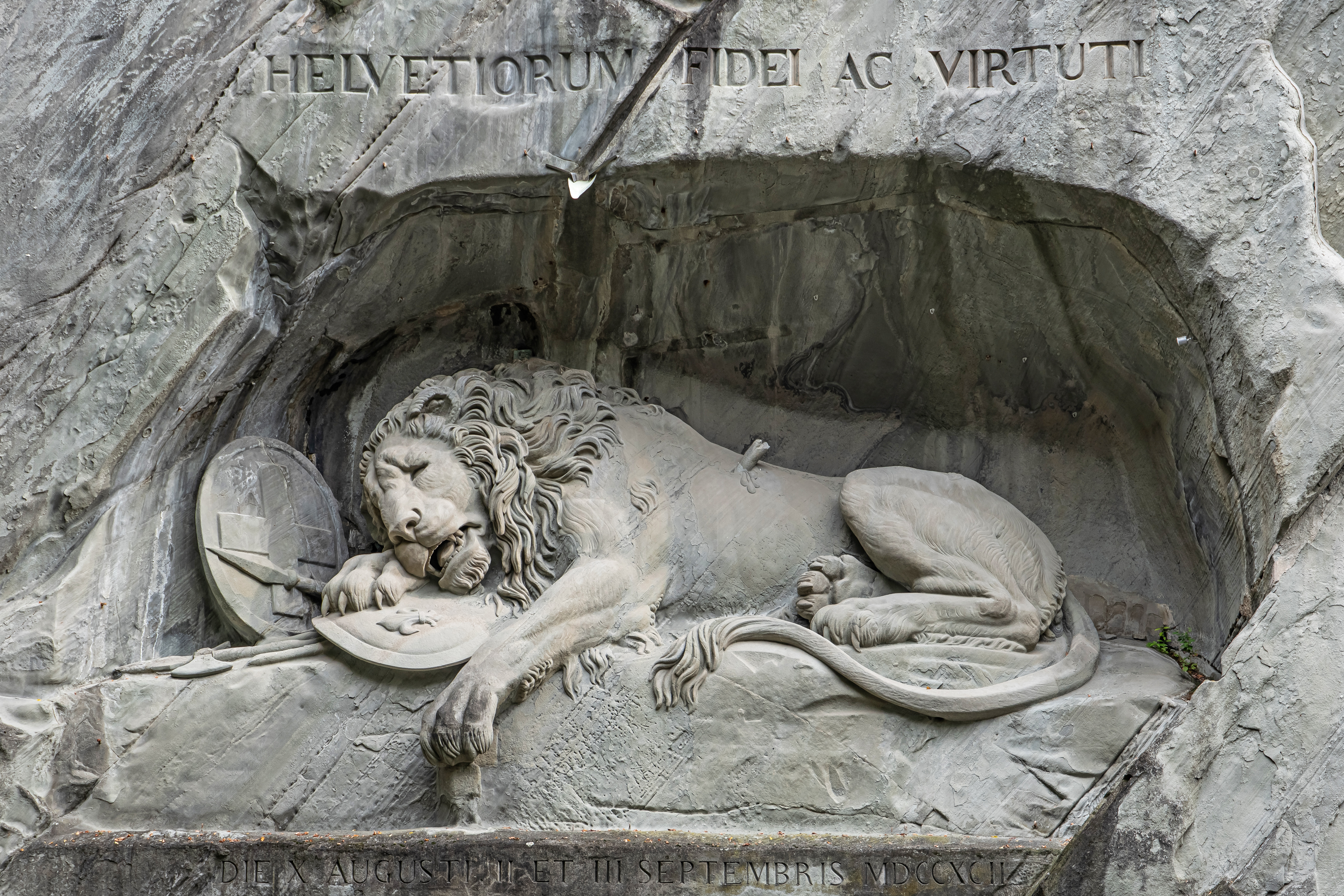

Алегорична композиція є горельєфом, висіченим в прямовисному скельному виступі за овальним ставком. На момент створення старий кар'єр, де в середні віки добували піщаник на спорудження будинків, був за межами Люцерна, зараз же це самий центр міста. Дев'ятиметрова статуя розташована в ніші завдовжки 13 метрів і заввишки 6 метрів. Помираючий лев лежить, поклавши голову на праву лапу, що покоїться на щиті з Файлом лілії, — символу короля Франції, якого захищали герої-гвардійці. Побіля узголів'я лева стоїть ще один щит — з гербом Швейцарії. Міміка благородної тварини виражає майже людське страждання, його вдалося показати романтично символічно і художньо переконливо. Ліве плече лева пронизено списом.
Над барельєфом в скелі висічено латинський напис HELVETIORUM FIDEI AC VIRTUTI «Вірності і відвазі швейцарців»; нижче барельєфа — латинські цифри 760 і 350, що відповідають числу полеглих і вцілілих воїнів. Біля підніжжя монумента в камені вирізані імена солдатів і офіцерів, що віддали життя в ім'я виконання обов'язку.

## Враження Марка Твена від пам'ятника
Марк Твен (котрий вперше відвідав Швейцарію 1878 року) у книзі «A Tramp Abroad» (1880) так описав пам'ятник швейцарцям:
|  | Лев лежить у своєму лігві на зрізі невисокої прямовисної скелі, бо він висічений в гірській породі. Фігура його величезна і сповнена величі. Голову він схилив набік, зламаний спис стирчить з плеча, лапа лежить на ліліях Франції, захищаючи їх. Виноградні лози звішуються із скелі, вітер грає в їхньому листі, десь вгорі б'є ключ, і прозорі краплі стікають у водойму біля підніжжя скелі, а в нерухомій гладіні водойми, як у дзеркалі, гойдається серед латаття відображення лева. Довкола зелені дерева і трава. Це затишний лісовий куточок, відчужений від шуму, метушні і замішання, — і усе це так, як повинно бути, — адже леви і справді помирають в подібних місцях, а не на гранітних п'єдесталах, споруджених в міських парках, за чавунними ґратами фасонного литва. Люцернський лев скрізь справляв би велике враження, але тут він особливо на місці. Оригінальний текст (англ.) The Lion lies in his lair in the perpendicular face of a low cliff — for he is carved from the living rock of the cliff. His size is colossal, his attitude is noble. His head is bowed, the broken spear is sticking in his shoulder, his protecting paw rests upon the lilies of France. Vines hang down the cliff and wave in the wind, and a clear stream trickles from above and empties into a pond at the base, and in the smooth surface of the pond the lion is mirrored, among the water-lilies. Around about are green trees and grass. The place is a sheltered, reposeful woodland nook, remote from noise and stir and confusion — and all this is fitting, for lions do die in such places, and not on granite pedestals in public squares fenced with fancy iron railings. The Lion of Lucerne would be impressive anywhere, but nowhere so impressive as where he is. |

.

## Цікаві факти
Пам'ятник має одну особливість. Його творець, скульптор Лукас Ахорн, був дуже незадоволеним оплатою, отриманою за фігуру лева, тому в якості помсти зовнішні контури печери, в якій лежить лев, він витесав у формі фігури дикого кабана[уточнити].

## Фотогалерея

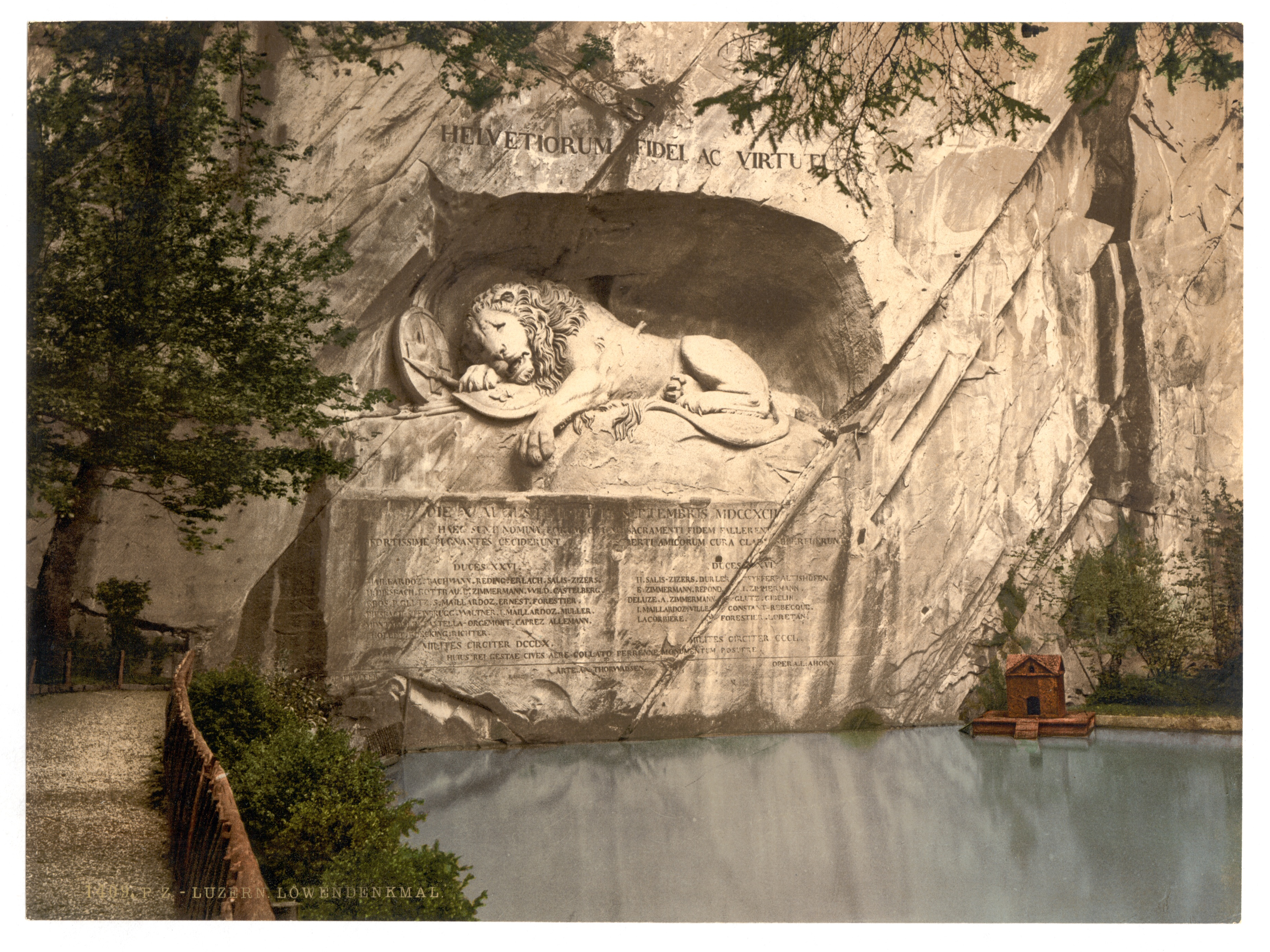
На листівці бл. 1900 р.)
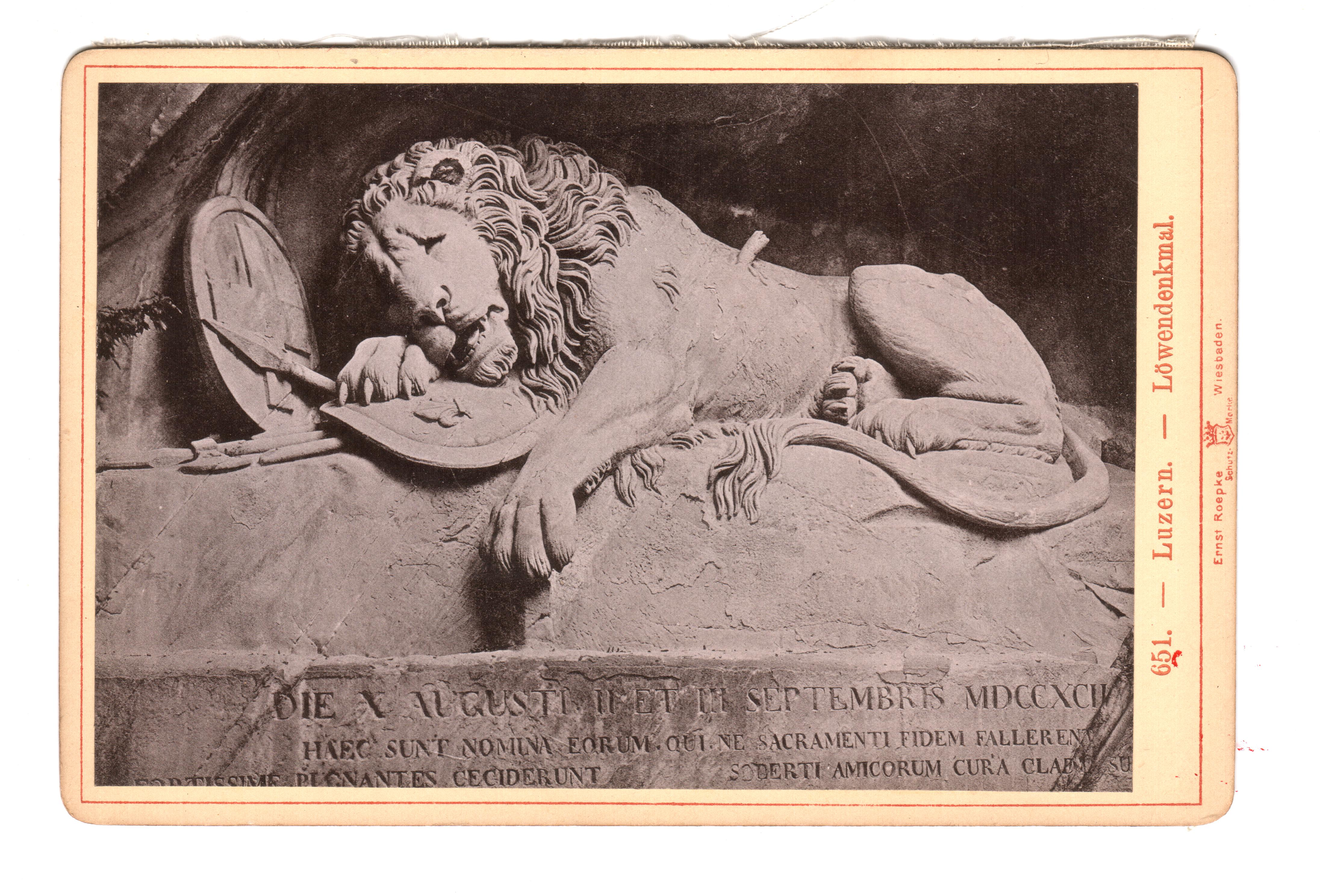
На листівці поч. ХХ ст.
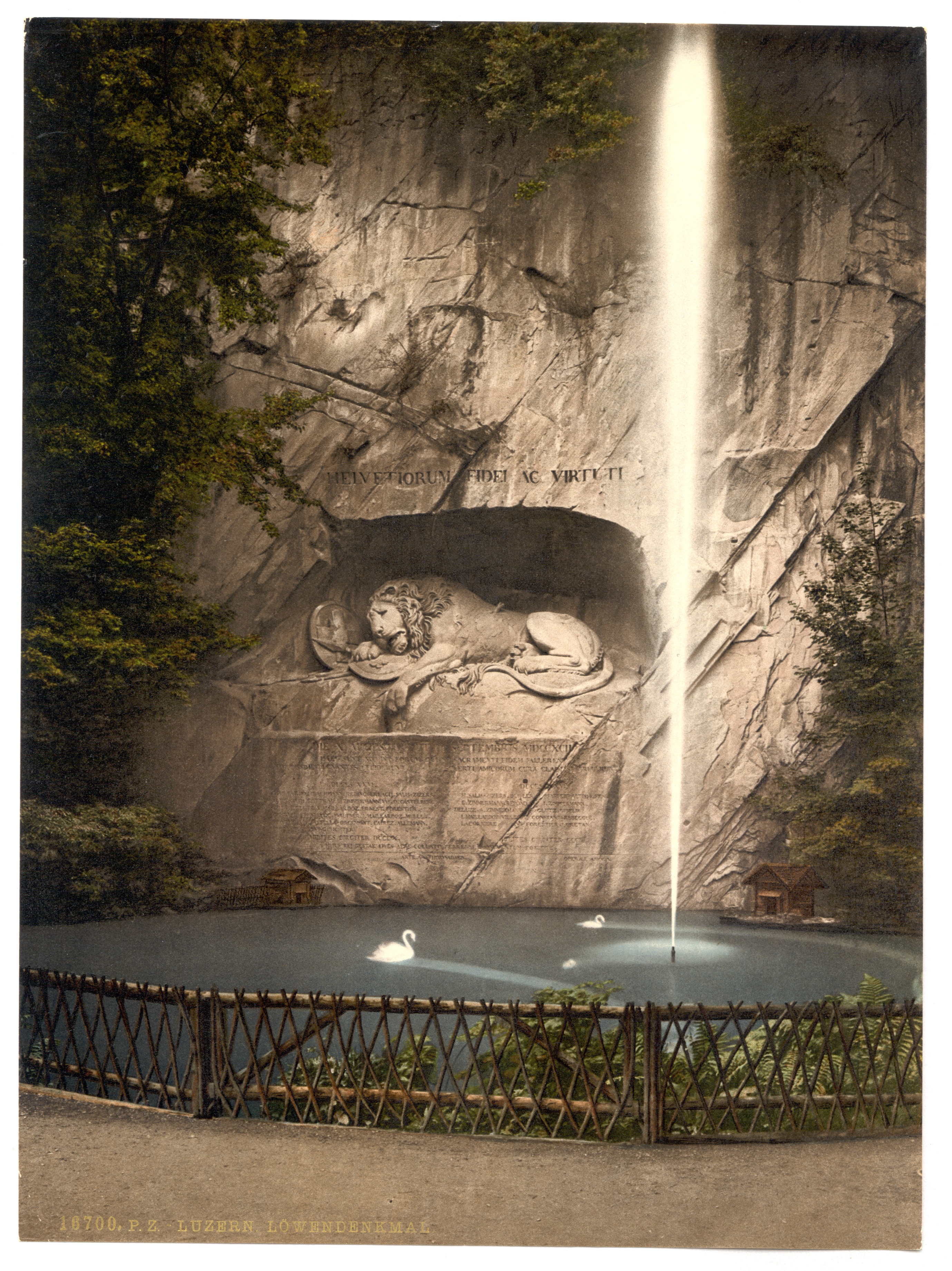
З увімкненим фонтаном (на листівці поч. ХХ ст.)
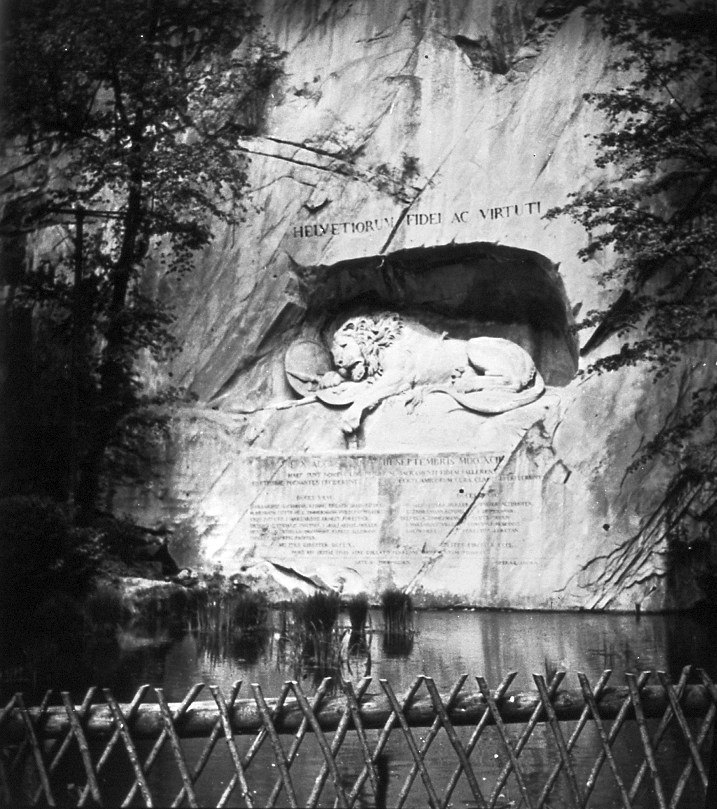
Фото 1931 р.
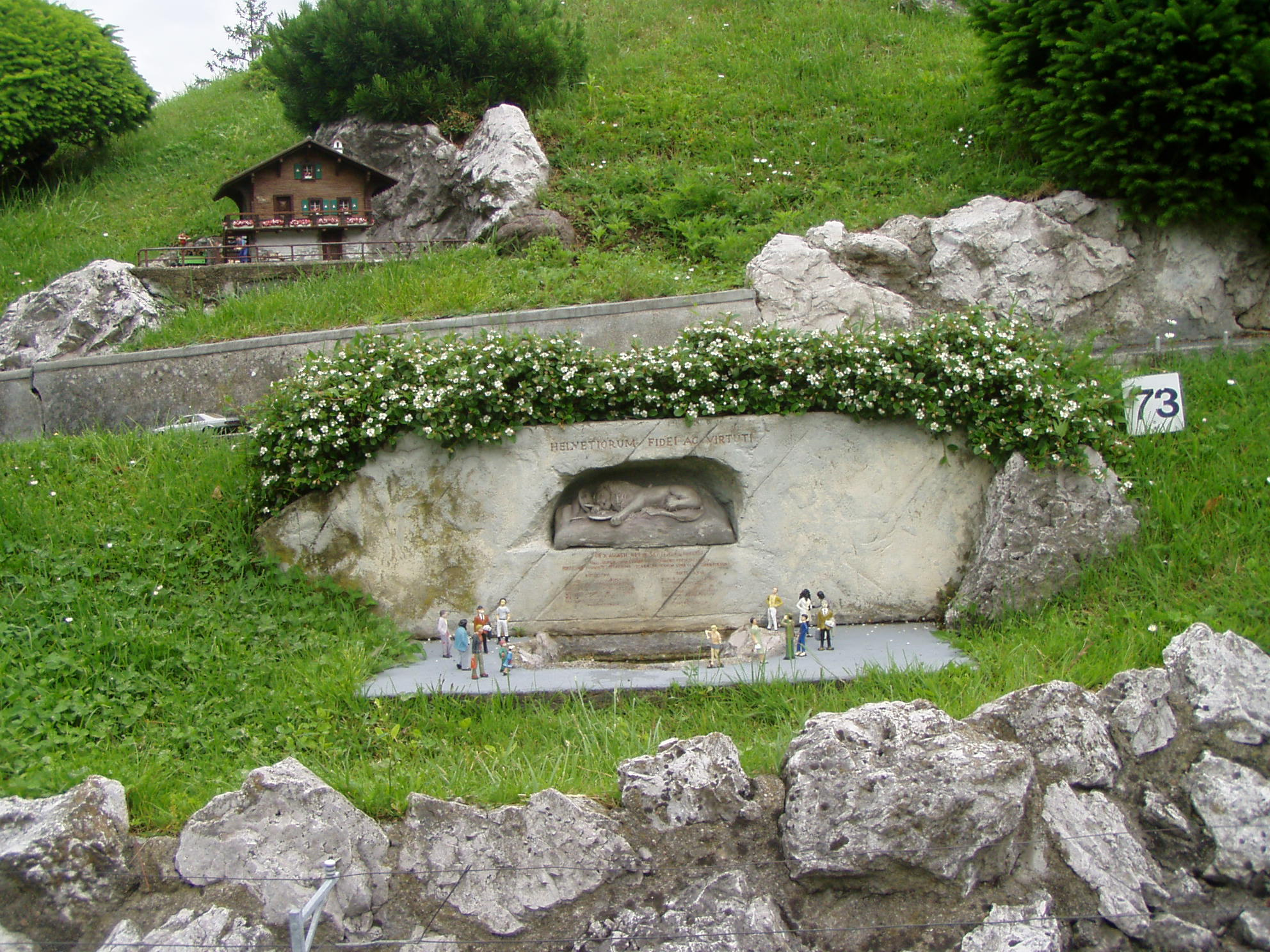
Зменшена копія статуї
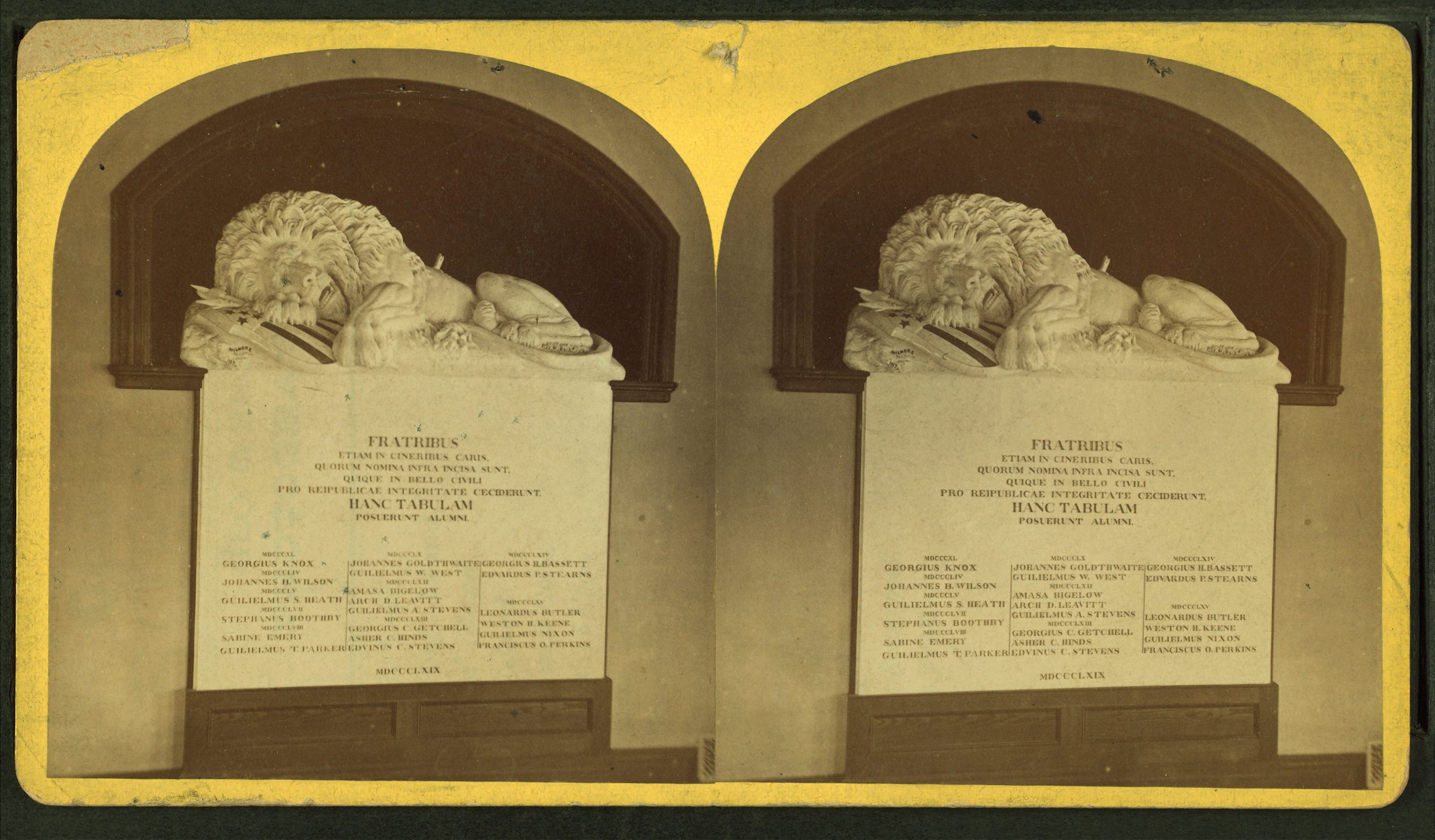
Копія статуї в коледжі Колбі (знімок сер. XIX ст.)
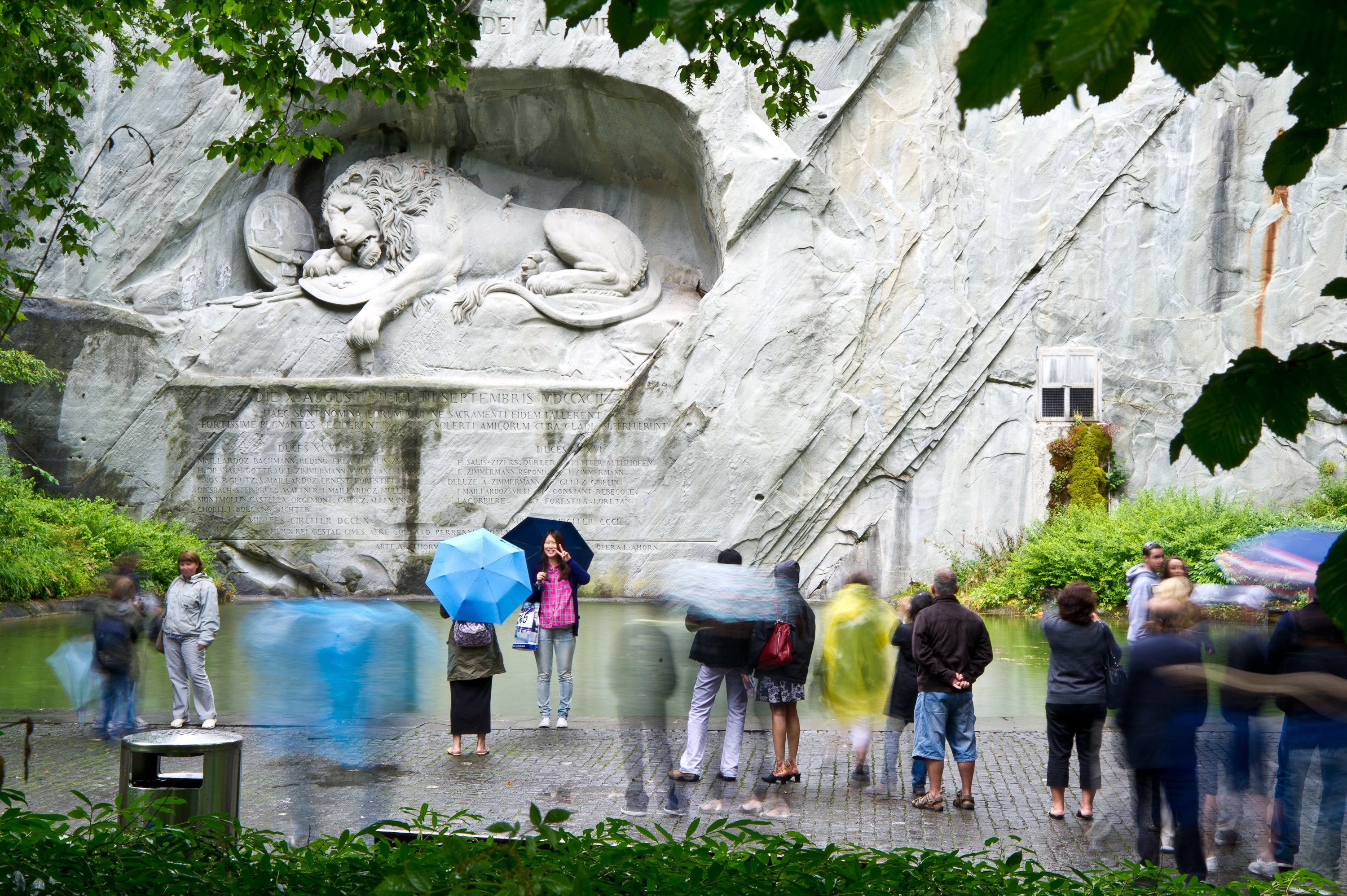
Оглядовий майданчик (2011)
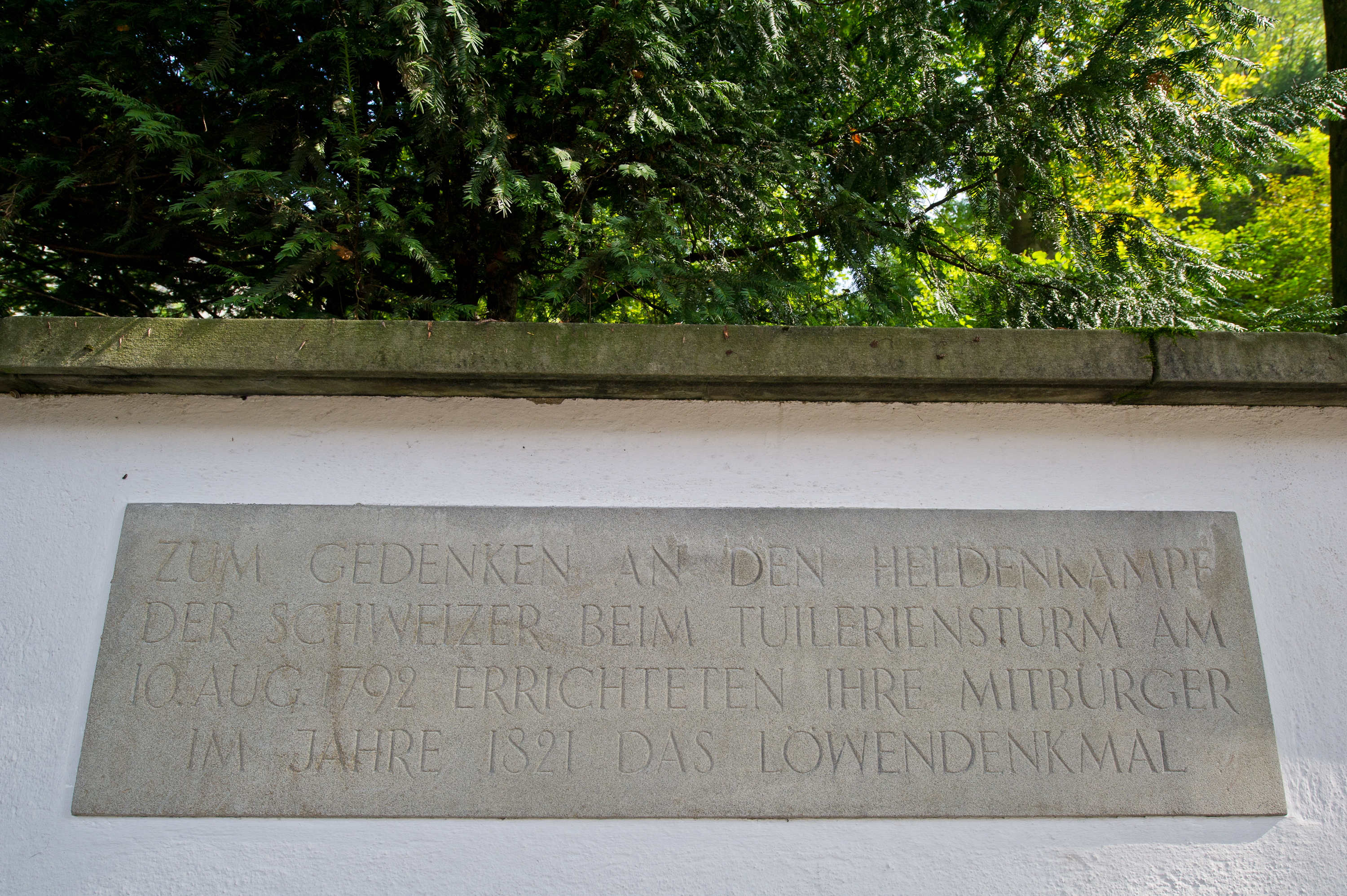
Пам'ятна дошка
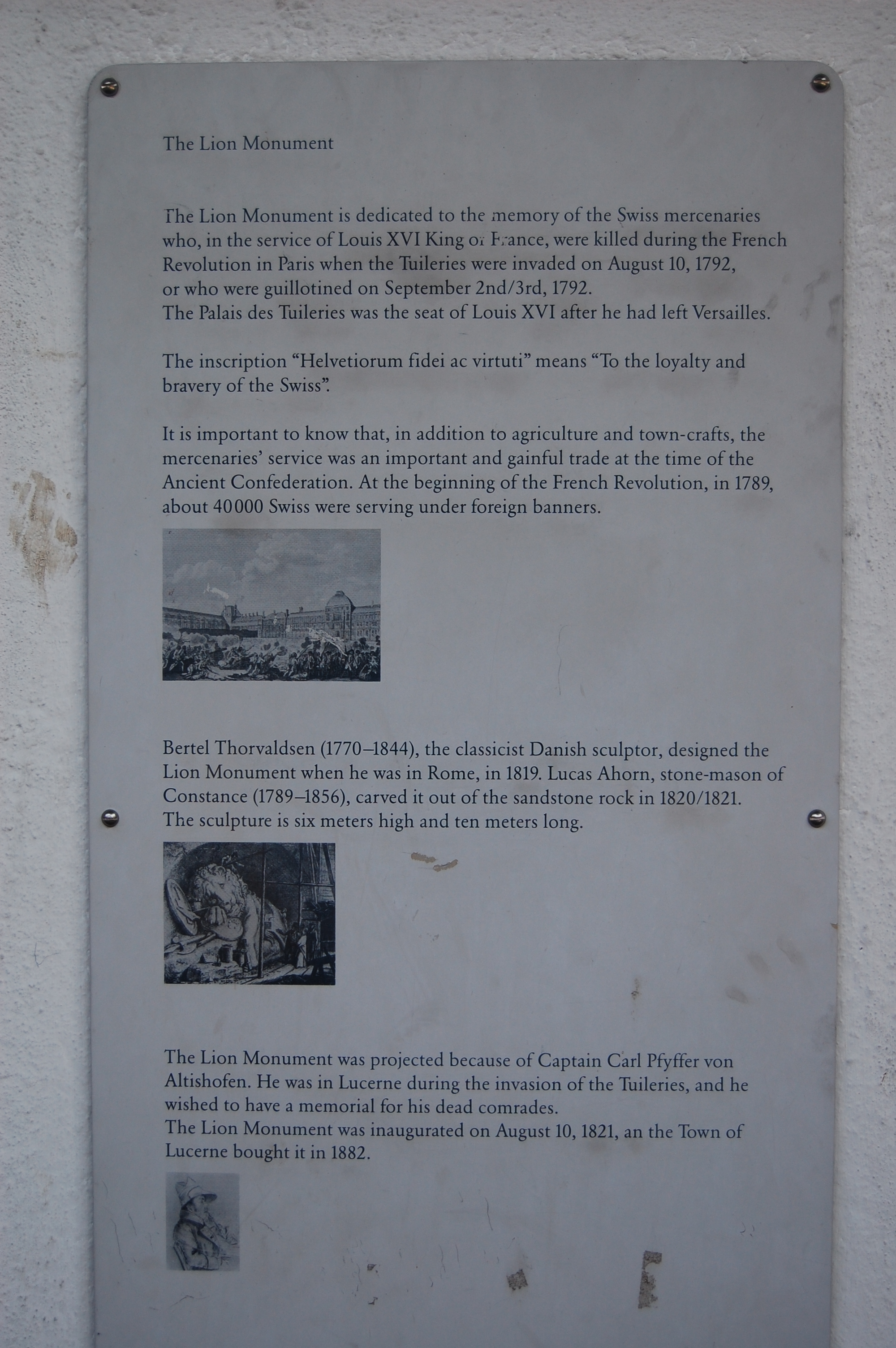
Інформаційна табличка

## Ресурси Інтернету
- Kira Kofoed. Dying Lion (The Lucerne Lion) // The Thorvaldsens Museum Archives [Архівовано 31 травня 2019 у Wayback Machine.] (other version: Kira Kofoed. Dying Lion (The Lucerne Lion) // The Thorvaldsens Museum Archives [Архівовано 30 жовтня 2020 у Wayback Machine.])
- Löwendenkmal (The Lion of Lucerne), Bertel Thorvaldsen, 1820-21 // Statues — Hither & Thither
- Mark Sukhija. Lucerne — a short history of The Lion Monument // Mark Sukhija 2006—2020 [Архівовано 29 вересня 2020 у Wayback Machine.]
- Lion Monument, Lucerne // Travel Guide to Switzerland — All About Switzerland [Архівовано 16 січня 2016 у Wayback Machine.]
- Алексей Малинин. Швейцарский лев // журнал «Новый Акрополь». [Архівовано 8 жовтня 2016 у Wayback Machine.]
- The Pig of Lucerne // Amusing Planet — Exploring Curiosities [Архівовано 4 серпня 2020 у Wayback Machine.]
- Löwendenkmal // christinathepolyglot